# Little Tonsina River
Der Little Tonsina River ist ein 40 Kilometer langer rechter Nebenfluss des Tonsina River im Süden des US-Bundesstaats Alaska.

## Verlauf
Der Little Tonsina River entspringt in den Chugach Mountains 26 km südlich von Tonsina auf einer Höhe von 1280 m. Er fließt anfangs nach Nordwesten. Nach 7 Kilometern erreicht er ein breites Tal, durch welches der Richardson Highway (Alaska Route 4) von Valdez nach Norden verläuft. Der Little Tonsina River durchfließt dieses Tal in nördlicher Richtung und weist dabei zahlreiche enge Flussschlingen auf. Nach 5 Kilometern erreicht der Fluss die Pumpstation 12 der Trans-Alaska-Pipeline. Er kreuzt die Pipeline und die Fernstraße und verläuft anschließend westlich letzterer und mündet schließlich in den Tonsina River.

## Name
Der lokale Flussname wurde 1932 von C. F. Feuchsel vom U.S. Geological Survey (USGS) gemeldet.

## Hydrologie
Bei Flusskilometer 29 nahe der Pumpstation wurde in den Jahren 1972–78 der Abfluss des Little Tonsina River gemessen. Dabei wurde ein mittlerer Abfluss von 0,91 m³/s ermittelt. Die höchsten monatlichen Abflüsse traten im Juni und Juli auf mit Mittelwerten von 2,32 m³/s.